# Wilhelm Busch (pasteur)
Pour les articles homonymes, voir Wilhelm Busch et Busch.
Wilhelm Busch (27 mars 1897 - 20 juin 1966) est un pasteur allemand, évangéliste dans les mouvements de jeunesse, écrivain et militant de l'Église confessante pendant la période nazie en Allemagne.

## Biographie

### Jeunesse
Wilhelm Busch est né à Elberfeld le 27 mars 1897, dans le foyer du pasteur Wilhelm Busch et de son épouse, Johanna Busch, née Kullen. Celle-ci était enracinée dans une communauté piétiste située à Hülben, près de Bad Urach, en Souabe. Malgré son éducation dans ce milieu pastoral, le jeune Wilhelm Busch est peu attiré par le religion dans ses premières années. Il poursuit ses études secondaires à Francfort, puis il s'engage dans l'armée allemande comme volontaire en 1915. Il est promu lieutenant d'artillerie à 20 ans. C'est en 1918 sur un champ de bataille à proximité de Verdun, qu'il acquiert une foi personnelle en Christ lorsqu'un de ses camarades meurt brutalement, touché par un éclat d'obus,.
Après la guerre, il décide d'étudier la théologie protestante à Tübingen. A l'issue de ses études, il entre pour six mois comme pasteur proposant dans la paroisse luthérienne de Gellershagen près de Bielefeld. Il y rencontre sa future épouse Emilie Müller ("Emmi"), fille d'un directeur d'école et organiste de la paroisse. Ils auront deux fils et quatre filles.

### Débuts dans le ministère pastoral
En 1924, Wilhelm Busch devient pasteur à Essen, où il est chargé d'un ministère d'évangélisation, en particulier auprès des ouvriers des mines. En 1929, il prend la responsabilité de l'évangélisation de la jeunesse au centre chrétien pour la jeunesse d'Essen, créé par son prédécesseur, le pasteur Wilhelm Weigle, qui sera appelé plus tard la Maison Weigle (Weigle-Haus) et sera rattachée aux UCJG/YMCA d'Allemagne de l'Ouest,. Il mène simultanément des tournées d'évangélisation dans tout le pays et à l'étranger.

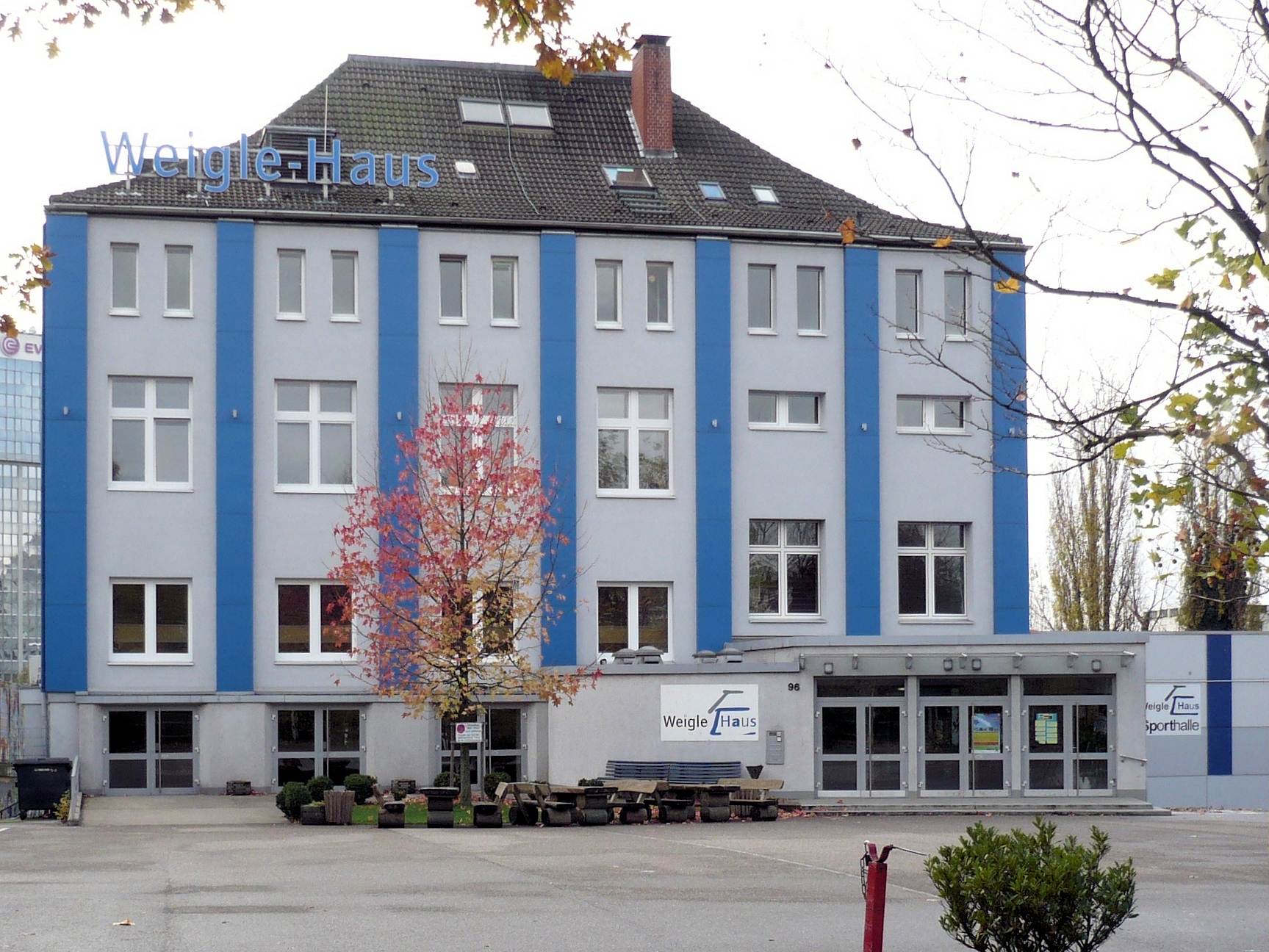
L'actuelle Weigle-Haus à Essen.

### Sous le nazisme
À l'époque du national-socialisme, il adopte la position de l'Église confessante allemande, opposante intransigeante du nazisme. Ayant refusé de prêter serment d'allégeance à Hitler et ignoré l'interdiction de prêcher le dimanche, il enseigne l'égalité des races devant Dieu et aide des juifs à fuir à l'étranger. Le 11 février 1934, le club de jeunesse protestant (Evangelische Jugendverein) est dissous et la maison de jeunesse fermée. Malgré les menaces et les pressions, le pasteur Busch refuse de fusionner son œuvre avec la Hitlerjugend (jeunesse hitlérienne) et réussit même à reprendre son travail auprès de la jeunesse sous le nom de "City Mission". La maison elle-même reçoit son nom actuel, la "Weigle-Haus", à ce moment. Pendant la Seconde Guerre mondiale, la maison est partiellement détruite et elle ne pourra être reconstruite et rouverte que le 23 mai 1954. Le programme pour les jeunes tournait principalement autour des dimanches, conjointement avec les services religieux, du sport, des jeux et même des activités éducatives telles que le "club d'intelligence" (Intelligenz-Club). Pendant la semaine, les groupes de jeunes appartenant à la maison Weigle se rencontraient dans de nombreux quartiers de la ville.

En tant que membre actif de l'opposition aux efforts des nazis pour prendre le contrôle de la vie des églises protestantes allemandes, il proclame ouvertement sa foi et ne tient pas compte des interdictions qui lui sont faites d'enseigner la Bible, ce qui lui vaut plusieurs arrestations et de longues peines de prison. Malgré cela, le pasteur Busch parvient pendant ces années sombres à faire participer deux cent à trois cents jeunes gens à ses leçons sur les Écritures dans des maisons privées, dans des sous-sols ou en plein air. Son fils n'a jamais participé aux activités de la jeunesse hitlérienne pourtant rendues obligatoires par la loi. En 1937, il est arrêté juste après avoir prêché dans l'église Saint-Paul de Darmstadt en raison de l'affluence très forte et du fait que les autorités nazies le trouvent capable de contrer leurs propres aspirations à contrôler les masses. Pour éviter des désordres publics dans l'église bondée, la police le laisse prêcher et l'arrête à l'issue, pour lui signifier son expulsion du territoire de la Hesse. Son refus lui vaut d'être immédiatement incarcéré par Gestapo à la prison de Darmstadt,. 

« Au cours de ma vie, j'ai traversé diverses épreuves difficiles. À cause de ma foi, j'ai été jeté en prison plus d'une fois. Pas parce que j'avais volé des cuillères en argent ou que j'avais commis un autre crime. Sous le Troisième Reich, les nazis n'aimaient pas les pasteurs comme moi qui s'adressaient à la jeunesse, et c'est pourquoi les autorités n'arrêtaient pas de me jeter dans ces endroits assez sinistres. »

### Ministère après 1945
Après la Seconde Guerre mondiale, il reprend ses activités pastorales auprès de la jeunesse au sein de la Maison Weigle jusqu'à sa retraite officielle en 1962. Cette retraite n'interrompt pas son activité d'évangélisation itinérante. Le slogan « Jésus notre destin » devient l'idée maîtresse de ce ministère qui se poursuivra jusqu'à son décès.
Il affirme ses convictions de chrétien pacifiste. S'opposant à la politique de réarmement de Konrad Adenauer, il soutient le Parti populaire pan-allemand (Gesamtdeutsche Volkspartei - GVP) nouvellement créé par Gustav Heinemann et, plus tard, le Parti social-démocrate d'Allemagne (SPD).
Parmi ses élèves de l'après-guerre, on compte les pasteurs Klaus Bockmühl et Ulrich Parzany (en) qui a déclaré qu'il avait été fortement impressionné par la « proclamation claire, imagée et audacieuse de l'Évangile »  de Busch.

### Décès
Il décède à l'hôpital de Lübeck le 20 juin 1966 alors qu'il revient chez lui après avoir évangélisé à Sassnitz sur l'île de Rügen. Le thème de son dernier sermon, prononcé la veille, était « La vie avec Dieu en vaut-elle la peine ? » ( "Was hat man denn von einem Leben mit Gott ?" ). Il est inhumé quatre jours plus tard. Parmi les nombreux participants à ses funérailles, le futur président de la République fédérale d'Allemagne, Gustav Heinemann, apporte dans son discours le témoignage suivant :
Partout où il passait, il suscitait toujours quelque chose. L'essentiel chez lui cependant, c'était qu'il était un ambassadeur crédible de son Seigneur, qui pénétrait toutes les réserves,.

### Famille
Wilhelm Busch a épousé Emilie Müller ("Emmi") en 1923. Ils auront deux fils et quatre filles. Le ménage perdra ses deux fils prématurément, l'aîné, Eberhard, décède à 14 mois en janvier 1933, le second, Wihhelm, dans sa vingtième année en 1944 pendant la deuxième Guerre mondiale, sur le front de l'Est où il a été envoyé malgré sa situation médicale d'hémophile. Le même front de l'Est prend également la même année la vie du plus jeune frère du pasteur Busch, Friedrich. Les 4 filles du couple (Hanna, Elisabeth épouse Währisch, Margarete épouse Zöbeley et Renate épouse Lipps), talentueuses, mènent leur vie dans différents domaines. Emmi Busch survit à son mari pendant plus de 20 ans et décède en juillet 1984 à Essen.

## Postérité et influence
En 1967, donc après le décès du pasteur Busch, paraît le livre « Jésus notre destinée », (en allemand Jesus unser Schicksal), livre qui a été qualifié de « livre d'évangélisation le plus connu en langue allemande ». Il a été composé à partir d'une compilation de 17 de ses discours radiophoniques. Un thème commun dans ses discours est la centralité de Jésus dans la doctrine chrétienne. Le titre « Jésus notre destinée » vient du thème principal de la grande campagne d'évangélisation que le pasteur Busch a tenu à Essen en 1938.
Traduit dans au moins 36 langues, l'ouvrage a atteint une distribution mondiale de plus de 2 millions d'exemplaires et poursuit également sa diffusion sous forme électronique via internet,. Le pasteur Ulrich Parzani, qui écrit en 2016 à l'occasion du 50e anniversaire de la mort de Wilhelm Busch, se dit surpris que des gens lui disent toujours que « la prédication de Busch a été déterminante pour leur conversion à  Jésus-Christ. »